# Устьинский
Устьинский — посёлок в Моршанском районе Тамбовской области России. 
Входит в Устьинский сельсовет.

## География
Расположен на северной границе города Моршанск, и в 87 км к северу от центра Тамбова.
На юге примыкает к железной дороге Пенза — Моршанск — Тула. На западе примыкает к селу Устье.

## Население
| 2002 | 2010  | 2021  |
| ---- | ----- | ----- |
| 3005 | ↗3183 | ↘3087 |

Согласно результатам переписи 2002 года, в национальной структуре населения русские составляли 99 % от жителей.